# Рудзитис, Янис (критик)
Янис Рудзитис (латыш. Jānis Rudzītis; 24 марта 1909, хутор Сусурени, Берзаунская волость — 25 мая 1970, Стокгольм) — латышский литературный критик, стиховед, писатель. Один из подписантов Меморандума Латвийского Центрального Совета от 17 марта 1944 года.

## Биография
Родился в крестьянской семье. Окончил гимназию в Мадоне (1928), изучал балтийскую филологию на факультете филологии и философии Латвийского университета (1929—1936).
Во время Второй мировой войны в 1942—1944 гг. работал в журнале «Latvju Mēnešraksts». В 1944 году эмигрировал в Германию, где работал учителем в Латвийской гимназии в Любеке и Нойштадте, здесь среди его учеников был поэт Олафс Стумбрс. В 1950 году переехал в Швецию и жил в Упсале. С 1952 года работал в газете «Латвия» и был плодовитым книжным рецензентом. Составил и отредактировал более 20 книг, в том числе сборник стихов Вероники Стрелерте «Серебряные воды» (1949) и двухтомное собрание сочинений Эрика Адамсона в двух томах (1960). Выступал с лекциями о латышской литературе для эмигрантской молодёжи.
Умер от сердечного приступа после поездки из Упсалы в Стокгольм на заседание ПЕН-клуба.

## Творчество
Дебютировал в печати в 1933 году статьёй «Сапфическая строфа в латышской поэзии». Изучал ритмику и строфику национального стиха, подготовил монографию «Ритмы Райниса», за которую в 1954 году получил присуждавшуюся латышской эмиграцией премию Фонда Райниса и Аспазии; в 1958 году монография вышла отдельным изданием.
С 1934 года публиковал в периодических изданиях критические статьи и обзоры, продолжив активную литературно-критическую деятельность в латышских эмигрантских изданиях разных стран. Написал также множество статей о писателях для «Латышской энциклопедии» (1950—1956). Статьи Рудзитиса после его смерти собраны в три книги, составленные Офелией Спрогере и вышедшие в 1971—1977 гг. в Швеции.
В молодости выступал также как прозаик, эссеист, очеркист.